# Procolophon
Procolophon foi um gênero semelhante aos lagartos pararéptil (anapsida) com pelo menos 8 espécies, que sobreviveu a Extinção Permiana, apenas desaparecendo na fase inicial na evolução dos dinossauros.
O crânio foi sólido. Os olhos eram grandes e pode ter tido visão aguda de dia e de noite. Com os dentes para trituração de material vegetal. A frente do crânio era curto com a abertura nasal muito próximo à boca.
As vértebras eram arredondados e robustas com costelas pequenas fracas. Pernas eram curtas, densamente construídas com falanges curtas, isto sugere um animal que não corre rápido.

## Espécies

### Brasiliensis
Brasiliensis tem como referência o material-tipo constitui-se de um crânio parcial e mandíbula. Distingue-se de outros representantes do gênero através de caracteres da dentição e Vomeronasal. Com diferença da região palatal, especialmente a dentição.

### Pricei
Pricei é um pequeno pararéptil, que se assemelhava aos lagartos atuais. Este gênero é encontrado na África do Sul, na Antártida e Brasil. No Brasil foi encontrado na Formação Sanga do Cabral, no município de Dilermando de Aguiar. Viveu no Triássico (aproximadamente 250 a 240 milhões de anos).

### Trigoniceps
Trigoniceps, era um lagarto atarracado com um corpo muito curto, com aproximadamente 30 centímetros e membros curtos. Os chifres ósseos ao lado de seu crânio dar a forma triangular a sua cabeça. Os dentes se assemelham mais ao dentes dos mamíferos do que dentes dos répteis. Não devia ser um animal muito ágil, com cabeça grande e corpo robusto. Provavelmente era um herbívoro. Era um animal bizarro com garras bastante desenvolvidas, e que sugere que cavava tocas.
Foi encontrado na África do Sul, Antártica e Brasil.